# Adenbüller Koog
Koordinaten: 54° 22′ 4″ N, 8° 51′ 6,3″ O
Der Adenbüller Koog bezeichnet ein fest umgrenztes Gebiet eingedeichten Marschlandes (Koog). Es befindet sich Im Bereich der vormaligen Offenbüller Bucht der Hever am Nordrand der Halbinsel Eiderstedt nordöstlich von Tetenbüll. Er wurde 1529 eingedeicht. Er umfasst eine Fläche von 491 Hektar. Seine Deichlänge beträgt etwa 4500 Meter.